# サクラメガワンダー
サクラメガワンダーは日本の競走馬。近親には天皇賞・秋優勝馬サクラチトセオー、エリザベス女王杯優勝馬サクラキャンドルがいる。おもな勝ち鞍はラジオたんぱ杯2歳ステークス、鳴尾記念2回、金鯱賞。馬名の由来は冠名サクラに母の名前の一部「メガ」と父グラスワンダーの名前の一部「ワンダー」を組み合わせたもの。
7勝すべてを地元関西で挙げている。

## 戦績

### 2歳
2005年7月の2歳新馬でデビューし、4着。8月の未勝利戦では上がり3F32秒9の末脚を見せるも、サイレントプライドに敗れ2着。11月の未勝利戦で3戦目にして初勝利を挙げると、次走エリカ賞ではタマモサポート、アドマイヤメインという後の重賞勝利馬2頭を下し連勝。重賞初挑戦となったラジオたんぱ杯2歳ステークスでは1番人気のアドマイヤムーンを差しきって優勝、3連勝で初重賞制覇を飾った。

### 3歳
2006年はクラシックを目指し東上する。だが、弥生賞ではアドマイヤムーンの雪辱を許し4着。その後も皐月賞6着、東京優駿（日本ダービー）では10着と春シーズンは不本意な成績に終わる。秋には菊花賞ではなく天皇賞（秋）を目指し毎日王冠から始動するが9着、本番の天皇賞でも9着と古馬の壁に跳ね返された。次走は約1年ぶりに関西でのレースとなる鳴尾記念に出走。マルカシェンクを半馬身抑えて復活の優勝を飾った。

### 4歳
2007年は京都金杯から始動。先行抜け出しでマイネルスケルツィに並びかけるかと思われたが、追いつくどころか、エイシンドーバーに逆に交わされ3着に敗れた。休養後のマイラーズカップでは、同じような競馬で5着、さらに安田記念では13着に敗れた。続く函館記念では2番人気に推されるも3着に敗れ、同じく北海道で開催される札幌記念に出走を予定していたが、馬インフルエンザ騒動によりレース開催が中止となり、9月2日に延期された。レースでは、中団から進み、最後の直線では外から伸びてきたものの、前を行くフサイチパンドラなどを捕らえられず3着に敗れた。札幌記念後のカシオペアステークスでは、単勝1.4倍の圧倒的1番人気の支持に応え快勝した。カシオペアステークス後は第24回マイルチャンピオンシップに出走登録を行ったが除外され、11月25日のアンドロメダステークスに出走し、単勝1.4倍の圧倒的な1番人気に支持されるが、トップハンデ57.5キロの影響もあり3着だった。11月29日に発表された重賞・オープン特別競走レーティングでは、カシオペアステークスを制したことにより105ポンドの評価を得た。

### 5歳
2008年の初戦も京都金杯となるが、4着に敗れた。3ヶ月休養後のオーストラリアトロフィーではオーシャンエイプスとの叩き合いとなり2着となった。続く金鯱賞では4着で、次の宝塚記念では12番人気ながら4着となり、宝塚記念後は天栄ホースパークへ放牧に出され、9月13日に帰厩した。
帰厩後は、秋の始動戦となる毎日王冠に向けて調整され、予定通り第59回毎日王冠に出走。直線で脚を伸ばしたが、追いつけずに4着だった。その後出走した、本番の天皇賞（秋）では6着だった。続いて2年前に制した鳴尾記念に出走。中団からレースを進め、4コーナーでまくると、最後は鋭く伸びてナムラマースに3馬身差をつける快勝で重賞3勝目を飾った。

### 6歳
2009年は京都記念から始動、1番人気に支持されたが、クビ差でアサクサキングスの2着に敗れた。その後、5月30日の金鯱賞に1番人気で出走。好位から最後の直線で先頭に立ち、一気に後続を引き離して快勝、重賞4勝目を挙げた。続く宝塚記念では好位集団でレースを進め、最後の直線でドリームジャーニーの追い込みに屈したもののディープスカイをかわして2着に入った。夏場の休養を挟み、ぶっつけで天皇賞（秋）に出走したが見せ場がなく13着に敗れた。11月12日、左前浅屈腱炎を発症していることが発覚、全治までは約9か月の見込みとなっていたが、2年以上の休養の末、復帰はかなわず競走馬を引退した。

### 引退後
2012年からレックススタッドで種牡馬入りする。初年度の種付料は30万円（受胎条件）または50万円（出生条件）。初年度は19頭に種付けしたものの7頭の受胎にとどまり、翌年からはひと桁の種付け頭数に減少。2014年7月2日付で用途変更され、種牡馬を引退した。種牡馬引退後は功労馬繋養展示事業の助成を受け、功労馬として余生を送る。

## 競走成績
| 年月日 | 年月日 | 年月日 | 競馬場 | 競走名             | 格      | 頭 数 | 枠 番 | 馬 番 | オッズ （人気） | オッズ （人気） | 着順 | 騎手       | 斤量 [kg] | 距離（馬場）  | タイム （上り3F） | 時計 差 | 勝ち馬/（2着馬）     |
| ------ | ------ | ------ | ------ | ------------------ | ------- | ----- | ----- | ----- | --------------- | --------------- | ---- | ---------- | --------- | ------------- | ----------------- | ------- | -------------------- |
| 2005   | 7.     | 10     | 阪神   | 2歳新馬            |         | 16    | 4     | 8     | 25.8            | 0（6人）        | 04着 | 岩田康誠   | 54        | 芝1600m（稍） | 1:39.4 (35.3)     | -0.6    | ダイアモンドヘッド   |
|        | 8.     | 6      | 新潟   | 2歳未勝利          |         | 11    | 3     | 3     | 04.8            | 0（3人）        | 02着 | 柴田善臣   | 54        | 芝1600m（良） | 1:36.3 (32.9)     | -0.1    | サイレントプライド   |
|        | 11.    | 12     | 京都   | 2歳未勝利          |         | 14    | 5     | 7     | 03.2            | 0（1人）        | 01着 | O.ペリエ   | 55        | 芝1800m（重） | 1:49.0 (34.7)     | -0.2    | （ヴィクトリーラン） |
|        | 12.    | 10     | 阪神   | エリカ賞           | 500万下 | 10    | 8     | 10    | 03.2            | 0（2人）        | 01着 | 安藤勝己   | 55        | 芝2000m（良） | 2:03.4 (35.0)     | -0.2    | （タマモサポート）   |
|        | 12.    | 24     | 阪神   | ラジオたんぱ杯2歳S | GIII    | 12    | 5     | 7     | 03.7            | 0（2人）        | 01着 | 安藤勝己   | 55        | 芝2000m（良） | 2:01.9 (34.6)     | -0.0    | （アドマイヤムーン） |
| 2006   | 3.     | 5      | 中山   | 弥生賞             | GII     | 10    | 1     | 1     | 02.9            | 0（2人）        | 04着 | 安藤勝己   | 56        | 芝2000m（良） | 2:02.1 (35.0)     | -0.6    | アドマイヤムーン     |
|        | 4.     | 16     | 中山   | 皐月賞             | GI      | 18    | 6     | 12    | 08.7            | 0（4人）        | 06着 | 内田博幸   | 57        | 芝2000m（良） | 2:00.5 (34.6)     | -0.6    | メイショウサムソン   |
|        | 5.     | 28     | 東京   | 東京優駿           | GI      | 18    | 5     | 9     | 12.5            | 0（6人）        | 10着 | 内田博幸   | 57        | 芝2400m（稍） | 2:29.2 (36.0)     | -1.3    | メイショウサムソン   |
|        | 10.    | 8      | 東京   | 毎日王冠           | GII     | 16    | 7     | 14    | 36.8            | （13人）        | 09着 | 後藤浩輝   | 55        | 芝1800m（良） | 1:45.9 (34.0)     | -0.4    | ダイワメジャー       |
|        | 10.    | 29     | 東京   | 天皇賞（秋）       | GI      | 16    | 2     | 3     | 41.0            | （12人）        | 09着 | 内田博幸   | 56        | 芝2000m（良） | 1:59.9 (36.0)     | -1.1    | ダイワメジャー       |
|        | 12.    | 9      | 阪神   | 鳴尾記念           | GIII    | 17    | 2     | 3     | 03.7            | 0（1人）        | 01着 | O.ペリエ   | 55        | 芝1800m（良） | 1:46.9 (33.4)     | -0.1    | （マルカシェンク）   |
| 2007   | 1.     | 6      | 京都   | 京都金杯           | GIII    | 16    | 5     | 9     | 04.9            | 0（2人）        | 03着 | 岩田康誠   | 56.5      | 芝1600m（稍） | 1:34.1 (34.9)     | -0.2    | マイネルスケルツィ   |
|        | 4.     | 14     | 阪神   | マイラーズC        | GII     | 15    | 1     | 1     | 07.2            | 0（3人）        | 05着 | 岩田康誠   | 57        | 芝1600m（良） | 1:33.1 (34.0)     | -0.9    | コンゴウリキシオー   |
|        | 6.     | 3      | 東京   | 安田記念           | GI      | 18    | 1     | 1     | 39.4            | （14人）        | 13着 | 鮫島良太   | 58        | 芝1600m（良） | 1:33.2 (35.1)     | -0.9    | ダイワメジャー       |
|        | 7.     | 22     | 函館   | 函館記念           | JpnIII  | 11    | 6     | 6     | 04.4            | 0（2人）        | 03着 | 岩田康誠   | 57        | 芝2000m（良） | 2:03.0 (35.1)     | -0.2    | エリモハリアー       |
|        | 9.     | 2      | 札幌   | 札幌記念           | JpnII   | 16    | 5     | 9     | 05.5            | 0（3人）        | 03着 | 岩田康誠   | 57        | 芝2000m（良） | 2:00.3 (33.9)     | -0.2    | フサイチパンドラ     |
|        | 11.    | 3      | 京都   | カシオペアS        | OP      | 17    | 2     | 3     | 01.4            | 0（1人）        | 01着 | O.ペリエ   | 56        | 芝1800m（良） | 1:45.3 (34.2)     | -0.2    | （ブラックカフェ）   |
|        | 11.    | 25     | 京都   | アンドロメダS      | OP      | 11    | 1     | 1     | 01.5            | 0（1人）        | 03着 | M.デムーロ | 57.5      | 芝2000m（良） | 1:58.8 (35.2)     | -0.1    | アサカディフィート   |
| 2008   | 1.     | 5      | 京都   | 京都金杯           | GIII    | 16    | 6     | 12    | 07.5            | 0（4人）        | 04着 | 福永祐一   | 57.5      | 芝2000m（良） | 1:34.0 (34.6)     | -0.3    | エイシンデピュティ   |
|        | 4.     | 26     | 京都   | オーストラリアT    | OP      | 15    | 8     | 14    | 03.1            | 0（2人）        | 02着 | 福永祐一   | 57        | 芝1800m（良） | 1:47.4 (33.5)     | -0.0    | オーシャンエイプス   |
|        | 5.     | 31     | 中京   | 金鯱賞             | GII     | 17    | 3     | 5     | 07.4            | 0（3人）        | 04着 | 福永祐一   | 57        | 芝2000m（稍） | 1:59.5 (35.2)     | -0.4    | エイシンデピュティ   |
|        | 6.     | 29     | 阪神   | 宝塚記念           | GI      | 14    | 4     | 5     | 40.3            | （12人）        | 04着 | 福永祐一   | 58        | 芝2200m（重） | 2:15.6 (37.0)     | -0.3    | エイシンデピュティ   |
|        | 10.    | 12     | 東京   | 毎日王冠           | GII     | 16    | 1     | 1     | 23.7            | 0（7人）        | 04着 | 福永祐一   | 57        | 芝1800m（良） | 1:45.1 (33.4)     | -0.5    | スーパーホーネット   |
|        | 11.    | 2      | 東京   | 天皇賞（秋）       | GI      | 17    | 3     | 5     | 32.1            | 0（7人）        | 06着 | 福永祐一   | 58        | 芝2000m（良） | 1:57.5 (34.5)     | -0.3    | ウオッカ             |
|        | 12.    | 6      | 阪神   | 鳴尾記念           | GIII    | 17    | 8     | 16    | 01.8            | 0（1人）        | 01着 | 福永祐一   | 56        | 芝1800m（良） | 1:46.0 (35.6)     | -0.5    | （ナムラマース）     |
| 2009   | 2.     | 21     | 京都   | 京都記念           | GII     | 12    | 7     | 11    | 01.8            | 0（1人）        | 02着 | 福永祐一   | 57        | 芝2200m（良） | 2:14.6 (35.4)     | -0.0    | アサクサキングス     |
|        | 5.     | 30     | 中京   | 金鯱賞             | GII     | 18    | 8     | 17    | 02.1            | 0（1人）        | 01着 | 福永祐一   | 57        | 芝2000m（良） | 1:58.4 (34.0)     | -0.2    | （シャドウゲイト）   |
|        | 6.     | 28     | 阪神   | 宝塚記念           | GI      | 14    | 5     | 8     | 08.3            | 0（3人）        | 02着 | 福永祐一   | 58        | 芝2200m（良） | 2:11.6 (35.0)     | -0.3    | ドリームジャーニー   |
|        | 11.    | 1      | 東京   | 天皇賞（秋）       | GI      | 18    | 7     | 14    | 39.6            | 0（9人）        | 13着 | 福永祐一   | 58        | 芝2000m（良） | 1:58.5 (34.4)     | -1.3    | カンパニー           |

## 血統表
| サクラメガワンダーの血統     | サクラメガワンダーの血統                              | サクラメガワンダーの血統                              | （血統表の出典）                                      | （血統表の出典） |
| 父系                         | ロベルト系                                            | ロベルト系                                            | ロベルト系                                            | [ § 2 ]          |
| 父 *グラスワンダー 1995 栗毛 | 父の父Silver Hawk 1979 鹿毛                           | Roberto                                               | Hail to Reason                                        | Hail to Reason   |
| 父 *グラスワンダー 1995 栗毛 | 父の父Silver Hawk 1979 鹿毛                           | Roberto                                               | Bramalea                                              |                  |
| 父 *グラスワンダー 1995 栗毛 | 父の父Silver Hawk 1979 鹿毛                           | Gris Vitesse                                          | Amerigo                                               | Amerigo          |
| 父 *グラスワンダー 1995 栗毛 | 父の父Silver Hawk 1979 鹿毛                           | Gris Vitesse                                          | Matchiche                                             |                  |
| 父 *グラスワンダー 1995 栗毛 | 父の母Ameriflora 1989 鹿毛                            | Danzig                                                | Northern Dancer                                       | Northern Dancer  |
| 父 *グラスワンダー 1995 栗毛 | 父の母Ameriflora 1989 鹿毛                            | Danzig                                                | Pas de Nom                                            |                  |
| 父 *グラスワンダー 1995 栗毛 | 父の母Ameriflora 1989 鹿毛                            | Graceful Touch                                        | His Majesty                                           | His Majesty      |
| 父 *グラスワンダー 1995 栗毛 | 父の母Ameriflora 1989 鹿毛                            | Graceful Touch                                        | Pi Phi Gal                                            |                  |
| 母 サクラメガ 1998 栗毛      | 母の父*サンデーサイレンス Sunday Silence 1986 青鹿毛  | Halo                                                  | Hail to Reason                                        | Hail to Reason   |
| 母 サクラメガ 1998 栗毛      | 母の父*サンデーサイレンス Sunday Silence 1986 青鹿毛  | Halo                                                  | Cosmah                                                |                  |
| 母 サクラメガ 1998 栗毛      | 母の父*サンデーサイレンス Sunday Silence 1986 青鹿毛  | Wishing Well                                          | Understanding                                         | Understanding    |
| 母 サクラメガ 1998 栗毛      | 母の父*サンデーサイレンス Sunday Silence 1986 青鹿毛  | Wishing Well                                          | Mountain Flower                                       |                  |
| 母 サクラメガ 1998 栗毛      | 母の母サクラクレアー 1982 鹿毛                        | *ノーザンテースト Northern Taste                      | Northern Dancer                                       | Northern Dancer  |
| 母 サクラメガ 1998 栗毛      | 母の母サクラクレアー 1982 鹿毛                        | *ノーザンテースト Northern Taste                      | Lady Victoria                                         |                  |
| 母 サクラメガ 1998 栗毛      | 母の母サクラクレアー 1982 鹿毛                        | *クレアーブリッジ Clare Bridge                        | Quadrangle                                            | Quadrangle       |
| 母 サクラメガ 1998 栗毛      | 母の母サクラクレアー 1982 鹿毛                        | *クレアーブリッジ Clare Bridge                        | Abeyance Lass                                         |                  |
| 母系(F-No.)                  | 13号族(FN:13-c)                                       | 13号族(FN:13-c)                                       | 13号族(FN:13-c)                                       | [ § 3 ]          |
| 5代内の近親交配              | Hail to Reason 4×4=12.50%、Northern Dancer 4×4=12.50% | Hail to Reason 4×4=12.50%、Northern Dancer 4×4=12.50% | Hail to Reason 4×4=12.50%、Northern Dancer 4×4=12.50% | [ § 4 ]          |
| 出典                         | 1. 2. 3. 4.                                           | 1. 2. 3. 4.                                           | 1. 2. 3. 4.                                           | 1. 2. 3. 4.      |

- 6代母Vagrancyは1942年のCCAオークス勝ち馬。
- 半弟に2017年の札幌記念を優勝したサクラアンプルール（父キングカメハメハ）がいる。
- 伯父に天皇賞（秋）勝ち馬のサクラチトセオー、伯母にエリザベス女王杯勝ち馬のサクラキャンドルがいる。
- 祖母サクラクレアーの全妹ダイナクレアーの曾孫にスワンステークスなど重賞3勝のロードクエストがいる。